# 신경 가스

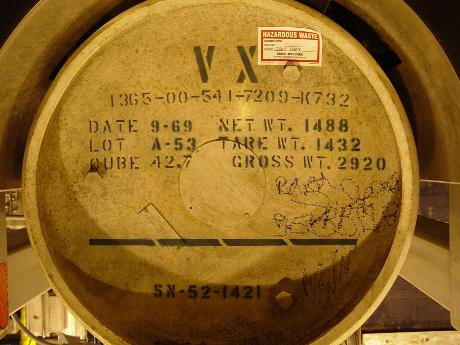

신경 가스(영어: nerve agent)는 신경이 기관에 메시지를 전달하는 구조를 붕괴시키는 유기화학물질의 한 계열이다. 이 현상은 신경전달물질의 하나인 아세틸콜린의 파괴를 촉매시키는 효소인 아세틸콜린에스터레이스(AChE)를 차단함으로써 이루어진다. 신경 가스는 독으로서 사용되는 아세틸콜린에스테라아제 억제제이다.
신경 가스에 의해 중독이 되면 눈동자의 수축, 다량의 침, 경련, 비자발적 배뇨와 배변을 일으키며 첫 증상은 노출 후 수초 안에 나타난다. 신체의 호흡 호흡 및 기타 근육 통제권 소실로 인해 질식이나 심정지로 인한 사망이 수분 내에 잇따를 수 있다. 일부 신경 가스는 쉽게 증발되거나 연무질화되며 신체 내에 들어가는 주요 입구는 호흡계통이다. 신경 가스는 피부로도 흡수가 가능한데, 이에 취약해지지 않게 하기 위해서는 전신에 호흡용 보호구를 착용해야 한다.
신경 가스는 보통 무색~등색의 무미한 액체이며 기체로 증발할 수 있다. 사린과 VX는 무미이다. 타분은 다소 과일향이 나며 소만은 약간의 장뇌향이 난다.

## 같이 보기
- 독가스